# Faustulus

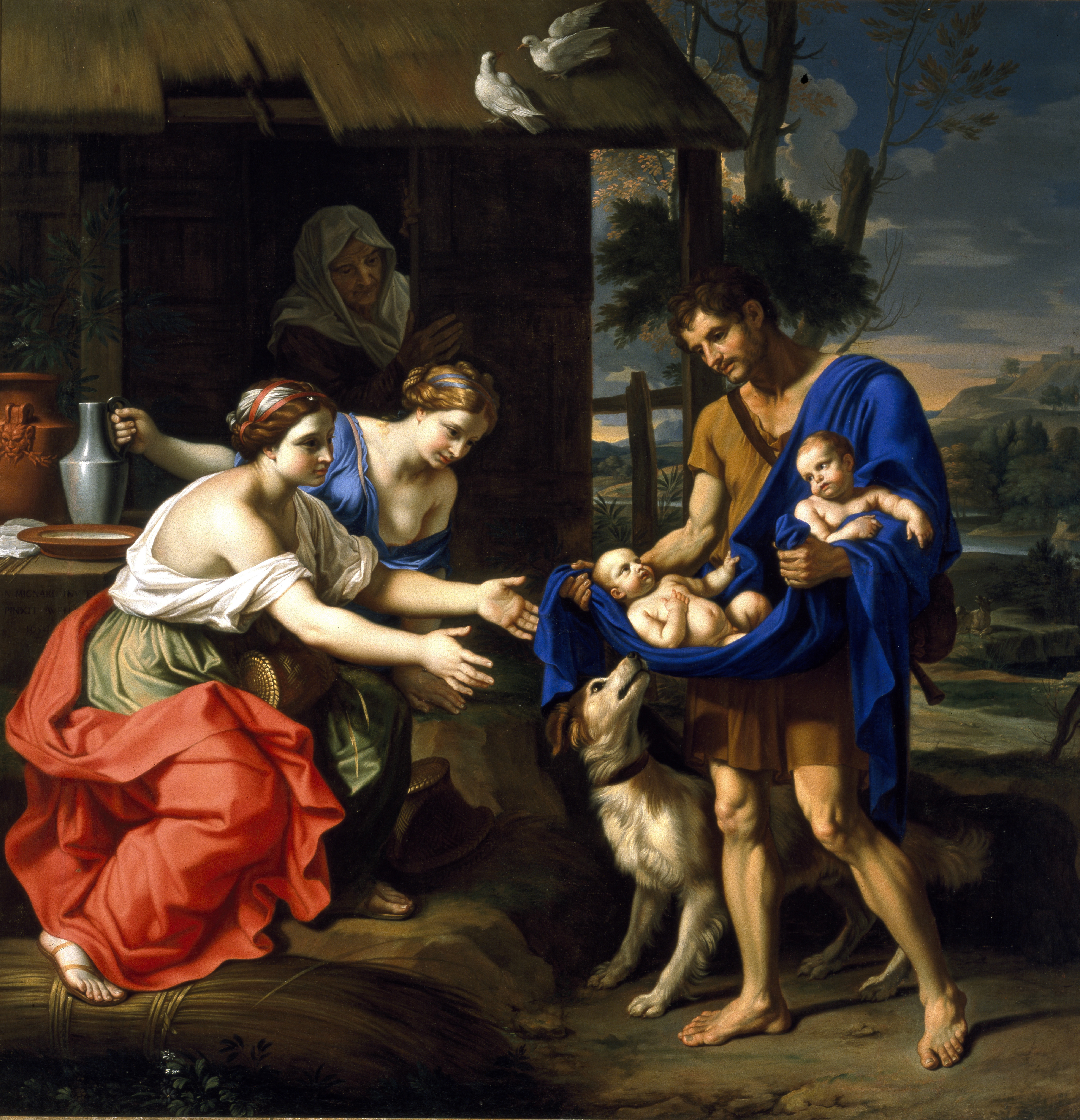
Peinture : Le berger Faustulus amenant Romulus et Remus à sa femme, par Nicolas Mignard. Emplacement actuel : Dallas Museum of Art

Selon la mythologie romaine, Faustulus était berger et gardait les troupeaux d'Amulius, roi usurpateur d'Alba Longa, lorsqu'il recueillit les jumeaux Romulus et Rémus, après qu'une louve les eut allaités, puis les éleva en compagnie de son épouse Acca Larentia. 
Ces deux jumeaux, petits-neveux d'Amulius, étaient les enfants de Rhéa Silvia et du dieu Mars (comme le prétendait leur mère, elle-même fille du roi déchu : Numitor).
Faustulus les recueillit sur les bords du Tibre.